# نظام تحكم رد فعلي

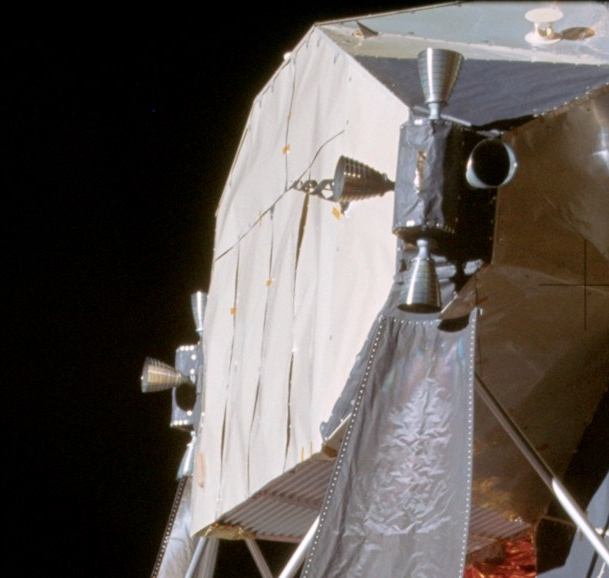

نظام تحكم رد فعلي (بالإنجليزية: Reaction control system RCS)‏ أو آر سي إس، وهو نظام تحكم خاص بالمركبات الفضائية يعتمد على الدوافع الصغيرة للتحكم في وضعية المركبة، ويستخدم أحيانًا لإزاحة المركبة أيضًا. يمكن أن يُطلق اسم هذا النظام أيضًا على نظام استخدام قوة دفع المحركات المحولة للتحكم بوضعية طائرات الإقلاع والهبوط العمودي/القصير بصورة مستقرة في سرعات أقل من سرعات طائرات الأجنحة الثابتة، مثل طائرة هارير «جامب جيت».
يعطي نظام آر سي إس إمكانية إنتاج كميات صغيرة من الدفع في أي اتجاه، أو في مجموعة من الاتجاهات، حسب الرغبة. وينتج هذا النظام أيضًا قوة عزم دوران للتحكم في دوران المركبة في محاورها الثلاثة: الالتفاف، والانحدار، والانعراج.
غالبًا ما تستخدم هذه الأنظمة مجموعات من الدوافع الكبيرة والصغيرة، لتسمح بوجود مستويات مختلفة من الاستجابة. يستخدم نظام التحكم الرد فعلي للمركبة للفضائية في الآتي:
- التحكم بالوضعية أثناء دخول الغلاف الجوي.
- المحافظة على المدار.
- مناورات الالتقاء القريبة أثناء عمليات الرسو والالتحام.
- التحكم في توجه المركبة، وهو الاتجاه الذي تتجه إليه مقدمة المركبة.
- يمكن استخدامه باعتباره وسيلةً احتياطيةً لدخول الغلاف الجوي.

يمكن استخدامه ليؤدي دور محركات الفراغ القمي لتحضير أنظمة الوقود الصاروخي حتى تُحرق بواسطة المحرك الرئيسي.
طُورت أنظمة تحكم رد فعلية بديلة للحفاظ على الوقود؛ لأن المركبة الفضائية تحمل معها كميةً محدودةً فقط من الوقود مع احتمالية ضئيلة جدًا لإعادة التزود بالوقود. تستخدم بعض المركبات الفضائية للمحافظة على المدار، خاصةً في حالة المدار الأرضي الجغرافي المتزامن، محركات ذات اندفاع نوعي عالٍ مثل محركات آرجيت الصاروخية، أو المحركات الأيونية، أو محركات تأثير هول. تستخدم بعض المركبات القليلة، مثل محطة الفضاء الدولية (أي إس إس)، بكرات الزخم التي تدور للتحكم في معدلات الدوران الخاصة بالمركبة للتحكم في التوجه.

## موقع الدوافع على المركبة الفضائية
استخدم كل من كبسولة ميركوري الفضائية ووحدة جمناي لدخول الغلاف الجوي تجمعات من الفوهات للتحكم بوضعية المركبة. وُضعت الدوافع بعيدًا عن مركز الجاذبية بالمركبة، وهذا لينتج قوة عزم دوران لتدوير الكبسولة. كانت كبسولة جمناي قادرةً أيضًا على ضبط مسارها الخاص بدخول الغلاف الجوي عن طريق الالتفاف، والذي استُخدم في توجيه قوة الرفع البعيدة عن المركز الخاصة بالمركبة. استخدمت دوافع مركبة ميركوري مادة دافعة أحادية من بيروكسيد الهيدروجين، والذي يتحول إلى بخار عند اندفاعه عبر حاجز من التنغستن، واستخدمت دوافع مركبة جمناي مادة دافعة ذاتية الاشتعال من وقود أحادي ميثيل الهيدرازين الذي يتأكسد بواسطة رباعي أكسيد ثنائي النتروجين.
كانت مركبة جمناي الفضائية مُزودة بنظام ذاتي الاشتعال للمناورة والتحكم بالوضعية في المدار، ما جعلها أول مركبة فضائية مأهولة تمتع بقدرتها على الإزاحة بالإضافة إلى الدوران أيضًا. نُفذت عمليات التحكم بالوضعية في المدار عن طريق تشغيل أزواج من ثمانية دوافع تنتج كل منها قوة 110 نيوتن، وموجودة حول محيط وحدتها الواصلة عند طرف نهايتها الخلفية. وللتحكم في الإزاحة الجانبية، استُخدمت أربعة دوافع قوة كل منها 440 نيوتن موجودة حول محيط النهاية الأمامية للوحدة الواصلة، بالقرب من مركز كتلة المركبة الفضائية. وثُبت أيضًا دافعان قوة كل منهما 380 نيوتن بنفس الموقع بغرض الإزاحة الخلفية للمركبة، ودافعان قوة كل منهما 440 نيوتن عند النهاية الخلفية للوحدة الواصلة لإنتاج الدفع الأمامي للمركبة، واللذان يمكن استخدامها لتغيير مدارها. زُودت مركبة جمناي بنظام تحكم منفصل لدخول الغلاف الجوي مكون من 16 دافعًا موجودين عند قاعدة مقدمة المركبة بغرض التحكم في دورانها أثناء دخول الغلاف الجوي.
زُودت وحدة القيادة الخاصة ببرنامج أبوللو الفضائي بمجموعة من 12 دافعًا ذاتي الاشتعال للتحكم في وضعية الوحدة، وللتحكم في اتجاه دخول الغلاف الجوي مثل مركبة جمناي.
زُودت وحدة الخدمة الخاصة ببرنامج أبوللو، بالإضافة إلى الوحدة القمرية أيضًا، بمجموعة من 16 دافعًا ذاتي الاشتعال من النوع آر-4 دي، ومُقسمة إلى أربعة مجموعات خارجية تتكون كل منها من أربعة دوافع للتحكم في إزاحة ووضعية المركبة. كانت هذه المجموعات موجودة بالقرب من مركز الجاذبية للمركبة، وكانت تُشغل على نمط زوجي في اتجاهات متقابلة للتحكم في الوضعية.
زُودت مركبة سويوز الفضائية بزوج من دوافع إزاحة المركبة في الجزء الخلفي منها؛ ووُضعت الدوافع التي تعمل في اتجاهات متقابلة على نمط زوجي بشكل مماثل لأبوللو عند منتصف المركبة، بالقرب من مركز الكتلة، متجهةً إلى الخارج وإلى الأمام. وتعمل هذه الدوافع في نمط زوجي حتى تمنع دوران المركبة الفضائية.